# Куп Мађарске у фудбалу 1971/72.
Куп Мађарске у фудбалу 1971/72. (мађ. 1971–1972-es magyar labdarúgókupa) је било 32. издање серије, на којој је екипа ФК Ференцвароша тријумфовала по 11. пут.

## Четвртфинале[2]
| Тим #1             | Резултат | Тим #2         |
| ------------------ | -------- | -------------- |
| 1972.              |          |                |
| Раба ЕТО           | 1 : 4    | Ујпешт Дожа    |
| 1972.              |          |                |
| Печуј еребањас     | 3 : 4    | ФК Видеотон    |
| 1972.              |          |                |
| ФК МТК             | 0 : 0    | ФК Ференцварош |
| 1972.              |          |                |
| ФК Сегедин Халадаш | 1 : 1    | ФК Татабања    |

## Полуфинале
| Тим #1      | Резултат | Тим #2         |
| ----------- | -------- | -------------- |
| 1972.       |          |                |
| ФК Видеотон | 2 : 3    | ФК Ференцварош |
| 1972.       |          |                |
| ФК Татабања | 2 : 1    | Ујпешт Дожа    |

## Финале[3]
| ФК Ференцварош                       | 2 : 1    | Татабања бањас ШК |
| ------------------------------------ | -------- | ----------------- |
| Петер Вепи 18’ · Флоријан Алберт 84’ | Извештај | Михаљ Кемивеш 47’ |